# 红果果
陈苏（1983年3月29日—），艺名红果果，祖籍浙江杭州，中国中央电视台少儿频道节目主持人。

## 生平
毕业于中央戏剧学院表演系。2003年起加入中国中央电视台，主持《智慧树》、《小小智慧树》、央视六一晚会等节目，并为《萨米大冒险》、《新大头儿子和小头爸爸之秘密计划》、《新大头儿子和小头爸爸2：一日成才》、《斑马总动员》等动画配音，期间于2012年获得中国播音主持年度金话筒奖。
2010年10月1日与少儿频道主持人搭档耿晨晨结婚，2019年6月生下一女。